# Pallars Jussà
Pallars Jussà is een comarca van de Spaanse autonome regio Catalonië. Het is onderdeel van de provincie Lleida. In 2005 telde Pallars Jussà 12.566 inwoners op een oppervlakte van 1343,08 km2. De hoofdstad van de comarca is Tremp.

## Geologie
De zuidelijke begrenzing van Pallars Jussà met de comarca La Noguera wordt gevormd door de Serra del Montsec (of "Montsec"), een bergrug die ontstaan is bij zuidwaartse overschuiving van Jurassische dolomieten en kalken en kalksteenpakketten uit het Krijt over Paleogene sedimentaire gesteenten.
Binnen de comarca Pallars Jussà bevindt zich een meer noordelijker gelegen overschuiving, die een duikende plooi heeft veroorzaakt; de Sant Corneli.
In de nabijheid van het dorp Isona i Conca Dellà zijn dinosauriër-eieren gevonden en in de buurt van een kapelletje zijn mogelijk sporen van dinosauriërs aangetroffen. De precieze herkomst van de sporen is echter allerminst zeker.

## Geschiedenis
Tijdens de Middeleeuwen speelden de huidige comarca's aan weerszijden van de Montsec een belangrijke rol in de strijd van het katholieke Spanje tegen de moorse invallen vanuit het zuiden. De sporen van deze roerige tijden zijn nog terug te vinden in de vele kastelen die regelmatig in goede staat overgebleven zijn. Een mooi voorbeeld hiervan is het Castell de Mur, dat redelijk goed bewaard is gebleven.

## Gemeenten
| Gemeente             | Inwoners | Gemeente            | Inwoners | Gemeente                | Inwoners |
| -------------------- | -------- | ------------------- | -------- | ----------------------- | -------- |
| Abella de la Conca   | 183      | Castell de Mur      | 173      | Conca de Dalt           | 439      |
| Gavet de la Conca    | 313      | Isona i Conca Dellà | 1149     | Llimiana                | 168      |
| La Pobla de Segur    | 3043     | Salàs de Pallars    | 334      | Sant Esteve de la Sarga | 144      |
| Sarroca de Bellera   | 145      | Senterada           | 113      | Talarn                  | 344      |
| La Torre de Cabdella | 732      | Tremp               | 5286     |                         |          |

## Personen
- Josep Coll i Martí (1949), beter bekend als Pep Coll, schrijver en journalist. De meeste van zijn romans en verhalen spelen zich af in Pallars Jussà.